# Conus striolatus
Espèce
Statut de conservation UICN

 LC  : Préoccupation mineure
Conus striolatus est une espèce de mollusques gastéropodes marins de la famille des Conidae.
Comme toutes les espèces du genre Conus, ces escargots sont prédateurs et venimeux. Ils sont capables de « piquer » les humains et doivent donc être manipulés avec précaution, voire pas du tout.

## Description
La taille d'une coquille adulte varie entre 20 mm et 46 mm. La spire striée est de taille modérée. Le verticille est long et plutôt cylindrique, et étroitement strié en dessous. Sa couleur est blanche, nuancée de cendres bleutées, de brun orangé, de marron ou de chocolat, partout entourée de lignes étroites interrompues de chocolat, souvent séparées en points un peu éloignés. Le milieu du verticille du corps est généralement irrégulièrement fascié de blanc. La flèche est tessellée de châtaigne ou de chocolat. .

## Distribution
Cette espèce est présente dans l'océan Pacifique de la Thaïlande à la Micronésie et de Taiwan à Queensland, en Australie.

### Niveau de risque d’extinction de l’espèce
Selon l'analyse de l'UICN réalisée en 2011 pour la définition du niveau de risque d'extinction, cette espèce est largement distribuée dans l'est de l'océan Indien et dans le Pacifique occidental. Elle est très commune dans les parties peu profondes de son aire de répartition. Il n'y a pas de menaces majeures connues pour cette espèce. Il s'agit d'une espèce très répandue et les indicateurs du marché suggèrent qu'elle est relativement commune. Par conséquent, cette espèce est classée comme étant de préoccupation mineure.

## Taxonomie

### Publication originale
L'espèce Conus striolatus a été décrite pour la première fois en 1848 par le zoologiste français Louis Charles Kiener dans « Spécies général et iconographie des coquilles vivantes Vol 2 »,.

### Synonymes
- Conus (Pionoconus) striolatus Kiener, 1848 · appellation alternative
- Conus magus var. decurtatus Dautzenberg, 1910 · non accepté
- Pionoconus simonis (Bozzetti, 2010) · non accepté
- Pionoconus striolatus (Kiener, 1848) · non accepté